# Châtillon-sur-Cher
Châtillon-sur-Cher ist eine französische Gemeinde mit 1.661 Einwohnern (Stand: 1. Januar 2022) im Département Loir-et-Cher in der Region Centre-Val de Loire. Sie gehört zum Arrondissement Romorantin-Lanthenay und zum Kanton Saint-Aignan. 

## Geographie
Châtillon-sur-Cher liegt am Fluss Cher und am Canal de Berry. Hier münden der Fouzon und der Sauldre in den Cher. Umgeben wird Châtillon-sur-Cher von den Nachbargemeinden Méhers im Norden, Chémery im Norden und Nordosten, Billy im Osten und Nordosten, Selles-sur-Cher im Osten, Meusnes im Süden, Couffy im Südwesten, Noyers-sur-Cher im Westen sowie Saint-Romain-sur-Cher im Nordwesten.

## Bevölkerungsentwicklung
| Jahr                       | 1962 | 1968 | 1975 | 1982 | 1990 | 1999 | 2006 | 2018 |
| Einwohner                  | 1338 | 1333 | 1343 | 1289 | 1395 | 1516 | 1570 | 1707 |
| Quellen: Cassini und INSEE |      |      |      |      |      |      |      |      |

## Sehenswürdigkeiten

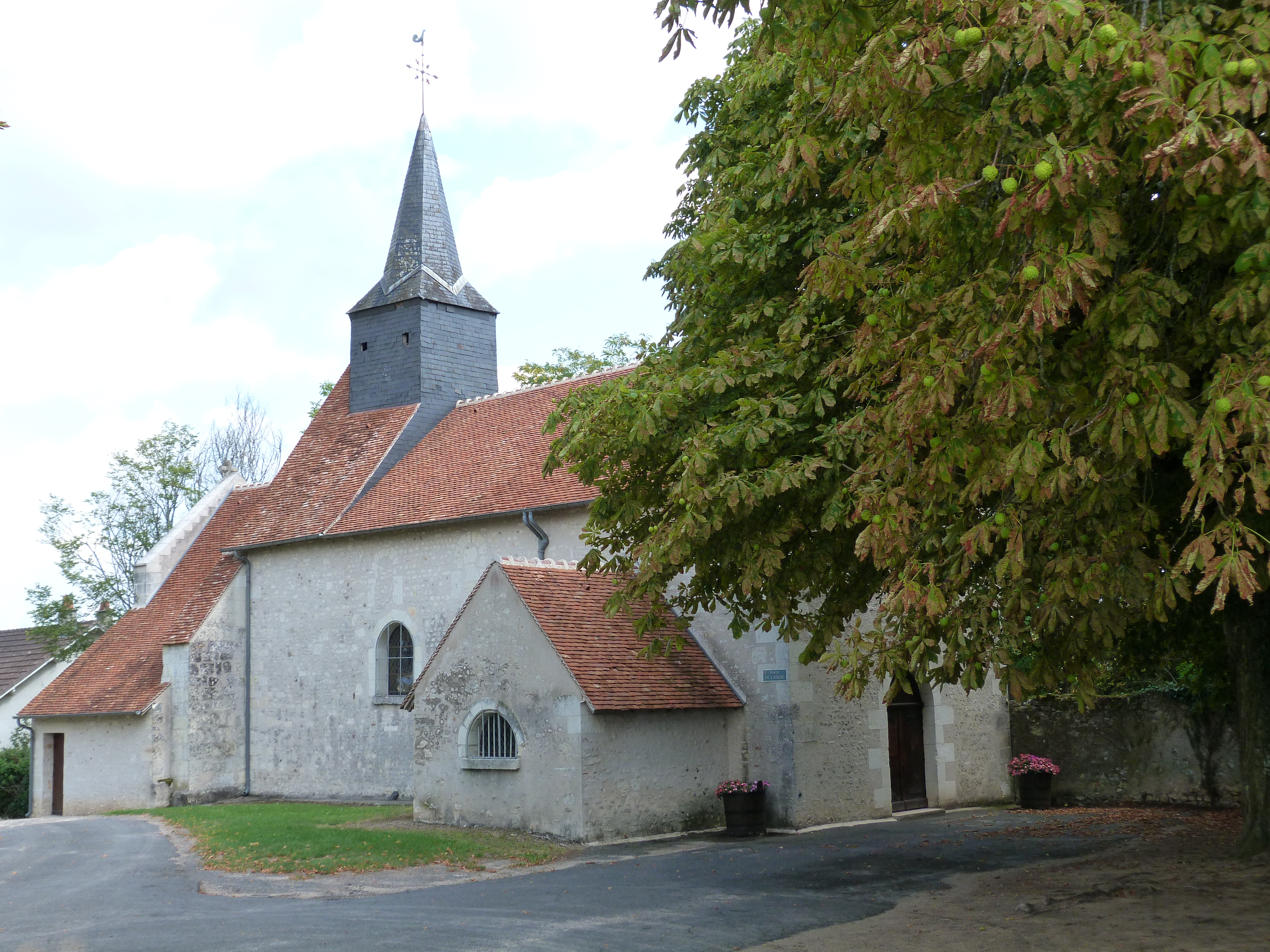
Kirche Saint-Blaise

- Kirche Saint-Blaise